# Marieholms församling
Marieholms församling är en församling i Frosta-Rönnebergs kontrakt i Lunds stift. Församlingen ligger i Eslövs kommun i Skåne län och ingår i Eslövs pastorat.

## Administrativ historik
Församlingen bildades 2002 genom sammanslagning av Reslövs och Östra Karaby församlingar under namnet Reslöv-Östra Karaby församling och utgjorde därefter till och med 2013 ett eget pastorat. År 2014 namnändrades församlingen till Marieholms församling (efter samhället Marieholm) och den ingick från detta år i Eslövs pastorat.

## Kyrkor

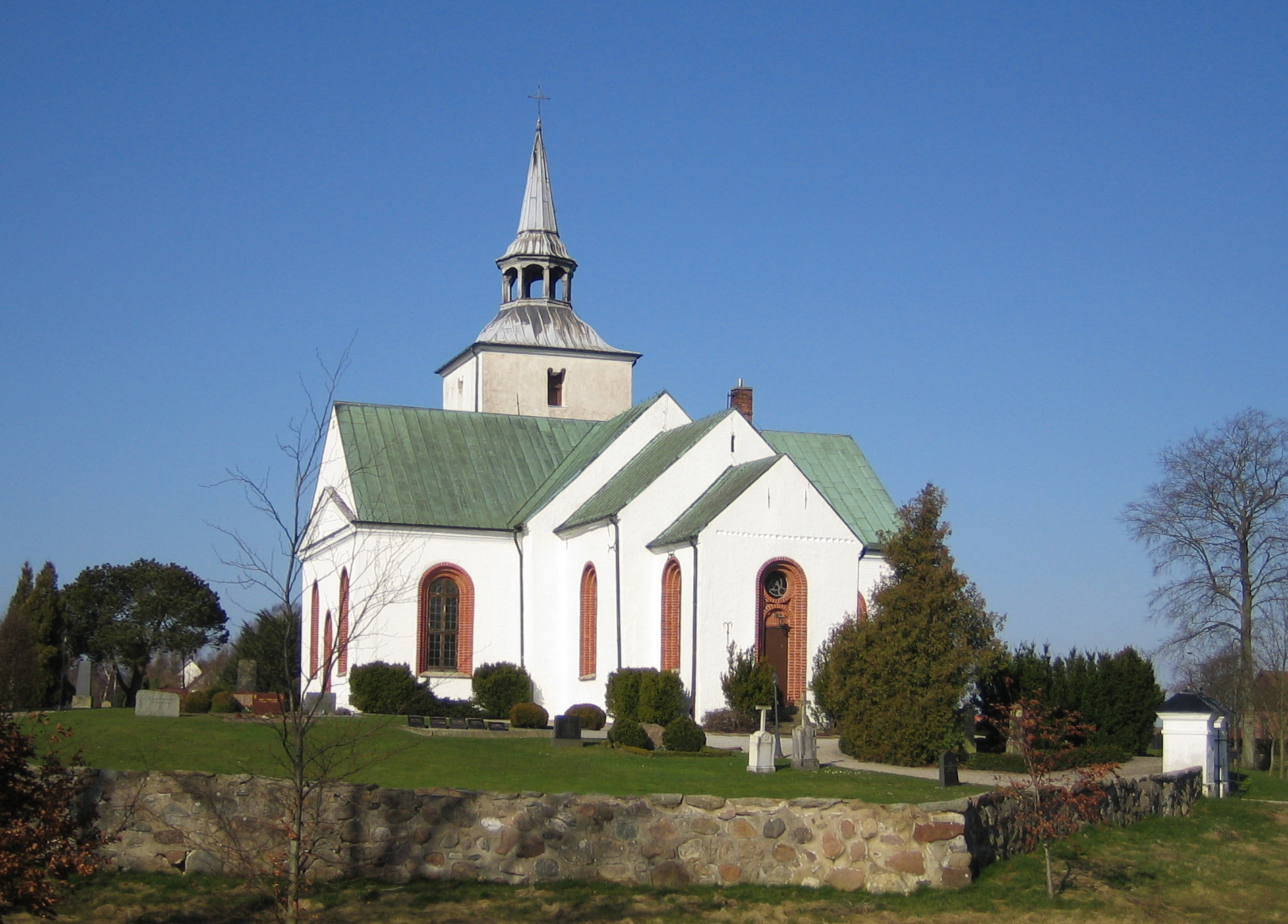
Reslövs kyrka
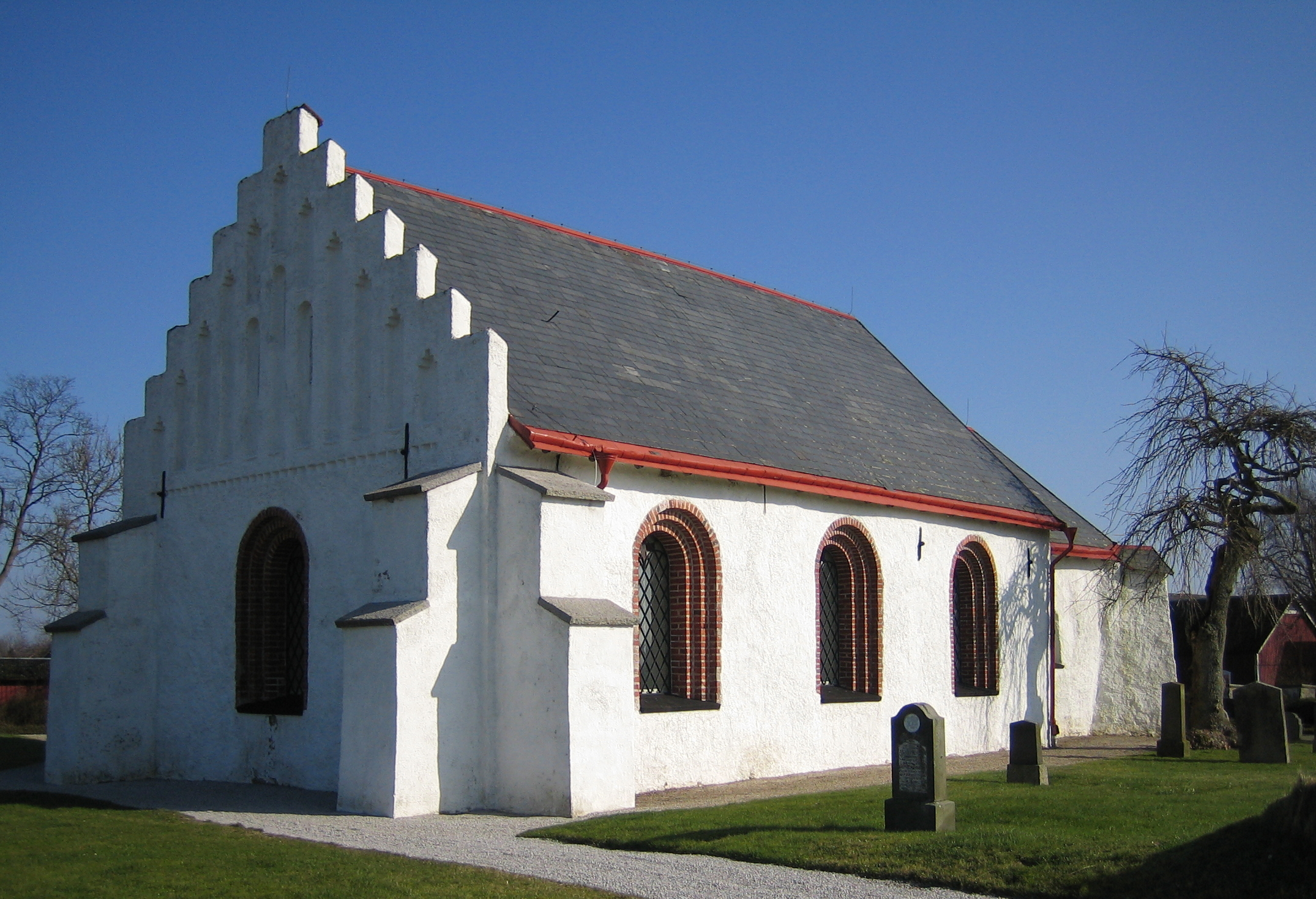
Östra Karaby kyrka